# Römisch-katholische Kirche in Luxemburg

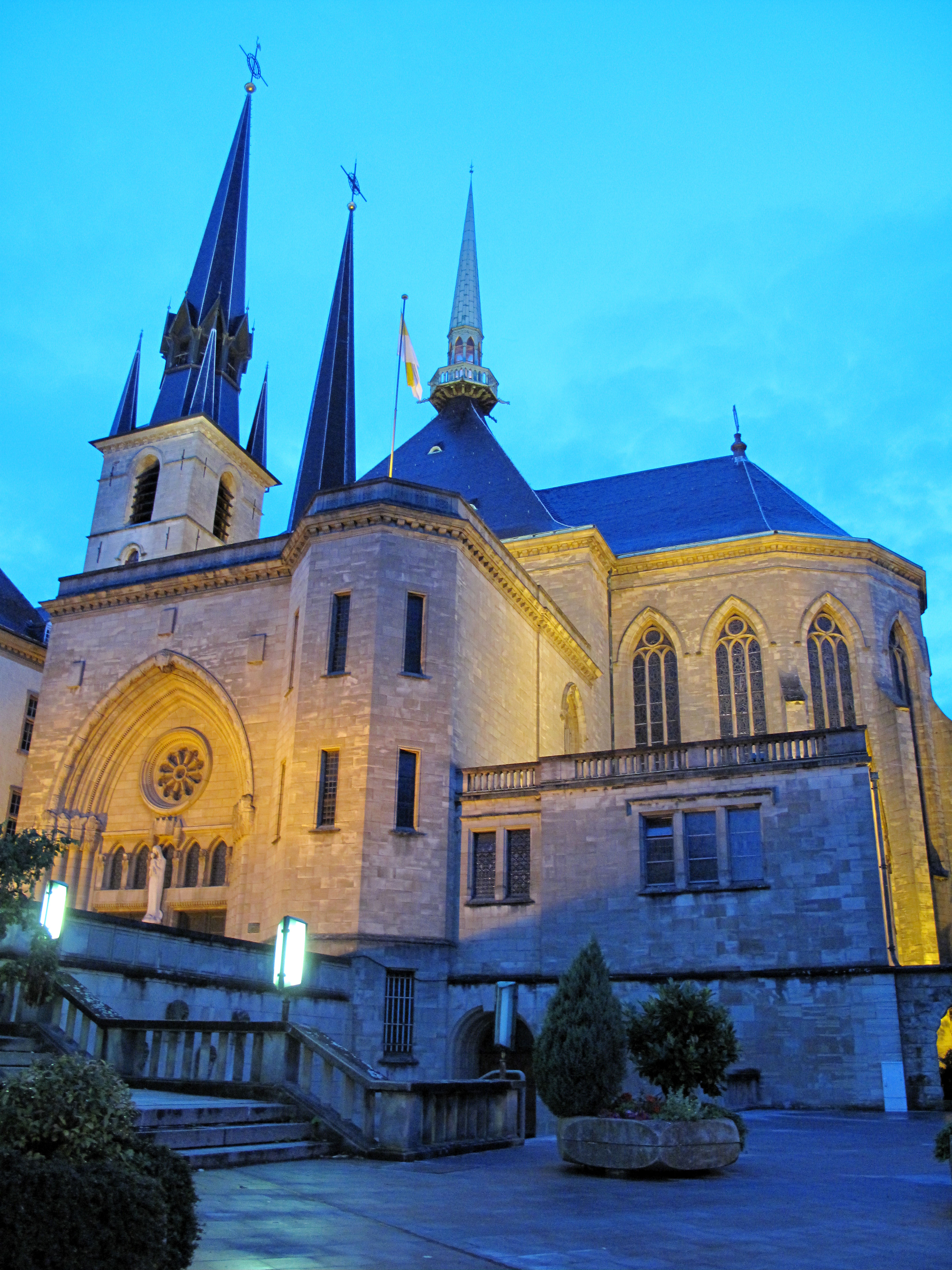
Kirche Notre Dame in Luxemburg (2009)

Die römisch-katholische Kirche ist die größte Kirche in Luxemburg, dessen Territorium dem des Erzbistums Luxemburg entspricht.
Zum 31. Dezember 2023 zählte das Erzbistum 271.000 Katholiken, was 41 % der Bevölkerung entsprach. Es gab 121 Diözesanpriester und 49 Ordenspriester, außerdem 225 Ordensschwestern und 66 Ordensbrüder.

## Geschichte
Die römisch-katholische Kirche in Luxemburg war bis zum 2. Juni 1840 stets ein Teil der römisch-katholischen Kirche in Deutschland oder Belgien.
Erst danach begann die Eigenständigkeit der Kirche in Luxemburg, denn an diesem Datum wurde das 2.586 km² kleine Großherzogtum aus dem Bistum Lüttich herausgelöst und zum Apostolischen Vikariat erhoben. Doch tauchten bald die ersten Probleme zwischen Staat und Kirche auf, die sich an dem aus Aachen stammenden Johann Theodor Laurent entzündeten. Seine Ernennung wurde auf ausdrücklichen Wunsch von Wilhelm II., König der Niederlande und Großherzog von Luxemburg, geheim gehalten, was in der luxemburgischen Staatskanzlei auf größtes Missfallen stieß, zumal Laurent als Ultramontan galt. Sein Eintreffen bezeichnete Laurent selbst als „wie man es in Rom gewünscht, wie eine Bombe in diese Festung niedergeplatzt war“. Ohne diplomatische Fähigkeiten, spitzte sich seine Situation so weit zu, dass er seinen Sprengel bereits 1848 verlassen musste. 
In den folgenden Jahren normalisierte und stabilisierte sich die Situation der kirchlichen Hierarchie in Luxemburg. Am 27. September 1870 folgte die Erhebung zum Bistum: Übergangsweise als Suffraganbistum des Erzbistums Mechelen; seit dem  27. Dezember 1870 ist die Kirche im Land immediat.
Im Jahre 1988 wurde Luxemburg zum Erzbistum erhoben. Bischof Hengen trug bereits seit 1985 den persönlichen Titel eines Erzbischofs. Die bis dahin bestehenden 274 Pfarreien gingen im Jahre 2017 in 33 neuen Großpfarreien auf.

## Apostolische Nuntien in Luxemburg
- 1916–1918 Internuntius Achille Locatelli
- 1923–1946 Internuntius Clemente Micara
- 1946–1953 Fernando Cento
- 1953–1962 Efrem Forni
- 1962–1969 Internuntius Silvio Angelo Pio Oddi
- 1969–1983 Igino Eugenio Cardinale
- 1983–1989 Angelo Pedroni
- 1989–1999 Giovanni Moretti
- 1999–2002 Pier Luigi Celata
- 2003–2009 Karl Josef Rauber
- 2009–2016 Giacinto Berloco
- 2016–2021 Augustine Kasujja
- seit 2021 Franco Coppola